# Muschelbrunnen in Weimar

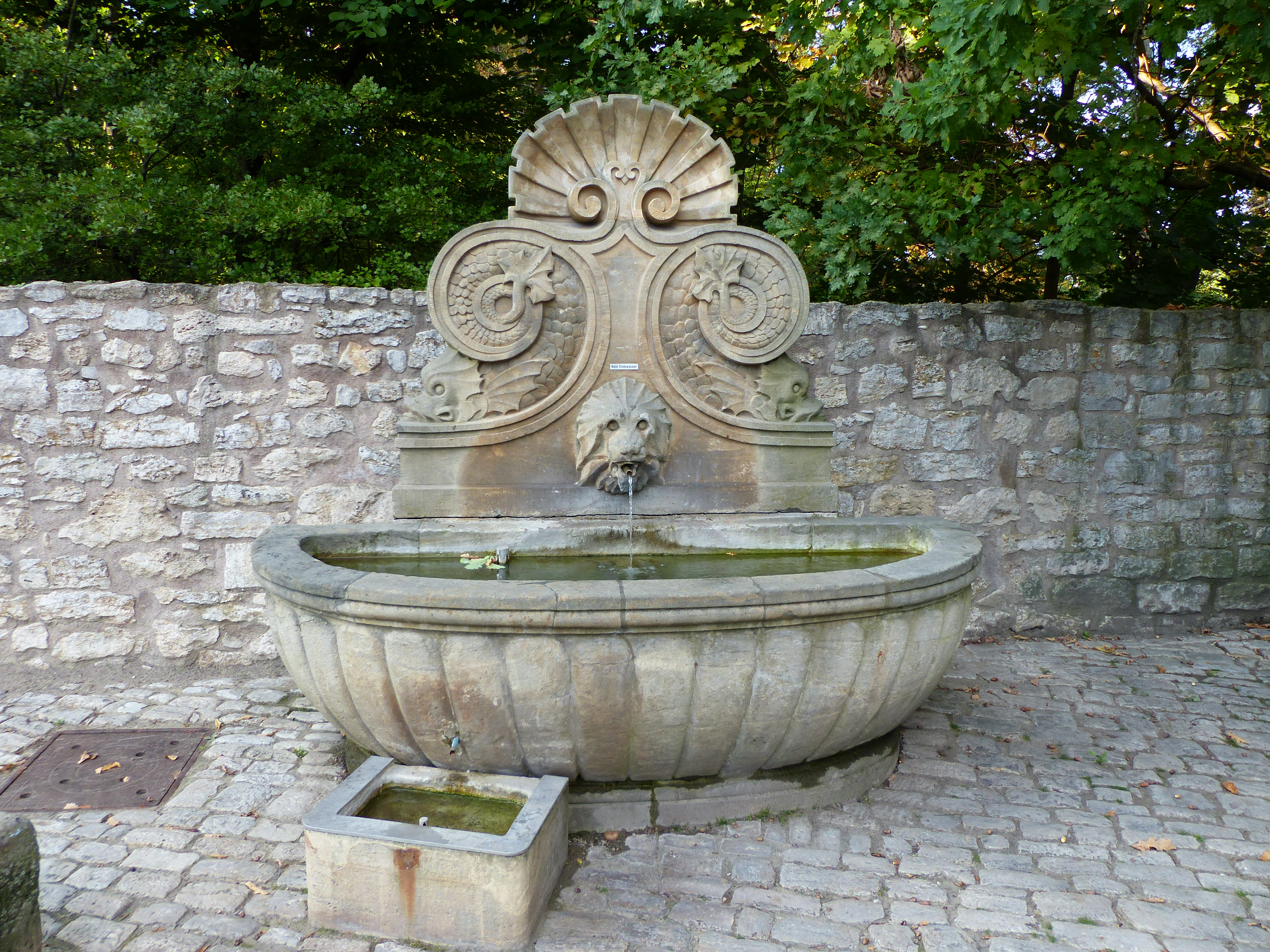
Muschelbrunnen in der Schwanseestraße

Der Muschelbrunnen in Weimar befindet sich in der Schwanseestraße kurz vor der Ecke zur Bad-Hersfelder-Straße an der Außenmauer zum Weimarhallenpark.  Unter der mittig angeordneten Muschel, die dem Brunnen seinen Namen gab, befindet sich ein fratzenartiger Löwenkopf als Wasserspeier. Seitlich sind herabschwimmende Delphine, die Lindwürmern ähneln, zu sehen. Deren Schwänze rollen sich wie Voluten zusammen. Unten befindet sich am Brunnenbecken eine Hundetränke. Hans-Joachim Leithner zufolge befand sich der Brunnen ab „1821/22 vor dem Frauenthore“, ab 1847 am vormaligen Stiedenvorwerk / Haus der Frau von Stein (Lage), nach 1857 in der Schwanseestraße beim Haus Nr. 5, Frachtposthof (Lage). Gegenwärtig befindet er in der Schwanseestraße am westlichen Ende der Südmauer des Weimarhallenparkes kurz vor der Ecke zur Bad Hersfelder Straße.(Lage) Laut Leithner hätte Carl Dornberger den Brunnen im Auftrag des Oberbaudirektors Clemens Wenzeslaus Coudray geschaffen. Anderen Angaben zufolge wurde er erst von Dornberger 1847 geschaffen durch eine Stiftung der Maria Pawlowna. Dieser Angabe im Unterschied zu der von Leithner wird wohl am meisten gefolgt. Da Dornberger Steinmetzmeister in Berka war, so dürfte hier angenommen werden, dass er auch diesen Brunnen aus Berkaer Sandstein geschaffen hatte.
Er ist wie (fast) alle öffentlichen Brunnen in Weimar ein Röhrenbrunnen. Er bezieht sein Wasser aus den Rabenwäldchen. Er wurde durch Kurt Stiefel 1971 restauriert.
Nach dem Umzug des Muschelbrunnens in die Schwanseestraße wurde am Haus der Frau von Stein ein ebenfalls von Maria Pawlowna gestifteter und von Carl Dornberger 1847 geschaffener Brunnen gewissermaßen im Austausch nach 1857 aufgestellt.